# NGC 2550
NGC 2550 is een spiraalvormig sterrenstelsel in het sterrenbeeld Giraffe. Het hemelobject werd op 7 september 1885 ontdekt door de Amerikaanse astronoom Lewis A. Swift. Het bevindt zich in de buurt van NGC 2550A.

## Synoniemen
- UGC 4359
- MCG 12-8-37
- ZWG 331.39
- IRAS08188+7410
- PGC 23604